# Салвадор (Рибейра-де-Пена)
Салвадор (порт. Salvador) — район (фрегезия) в Португалии, входит в округ Вила-Реал. Является составной частью муниципалитета Рибейра-де-Пена. По старому административному делению входил в провинцию Траз-уж-Монтиш и Алту-Дору. Входит в экономико-статистический субрегион Тамега, который входит в Северный регион. Население составляет 2573 человека на 2001 год. Занимает площадь 38,14 км².